# Фабрика

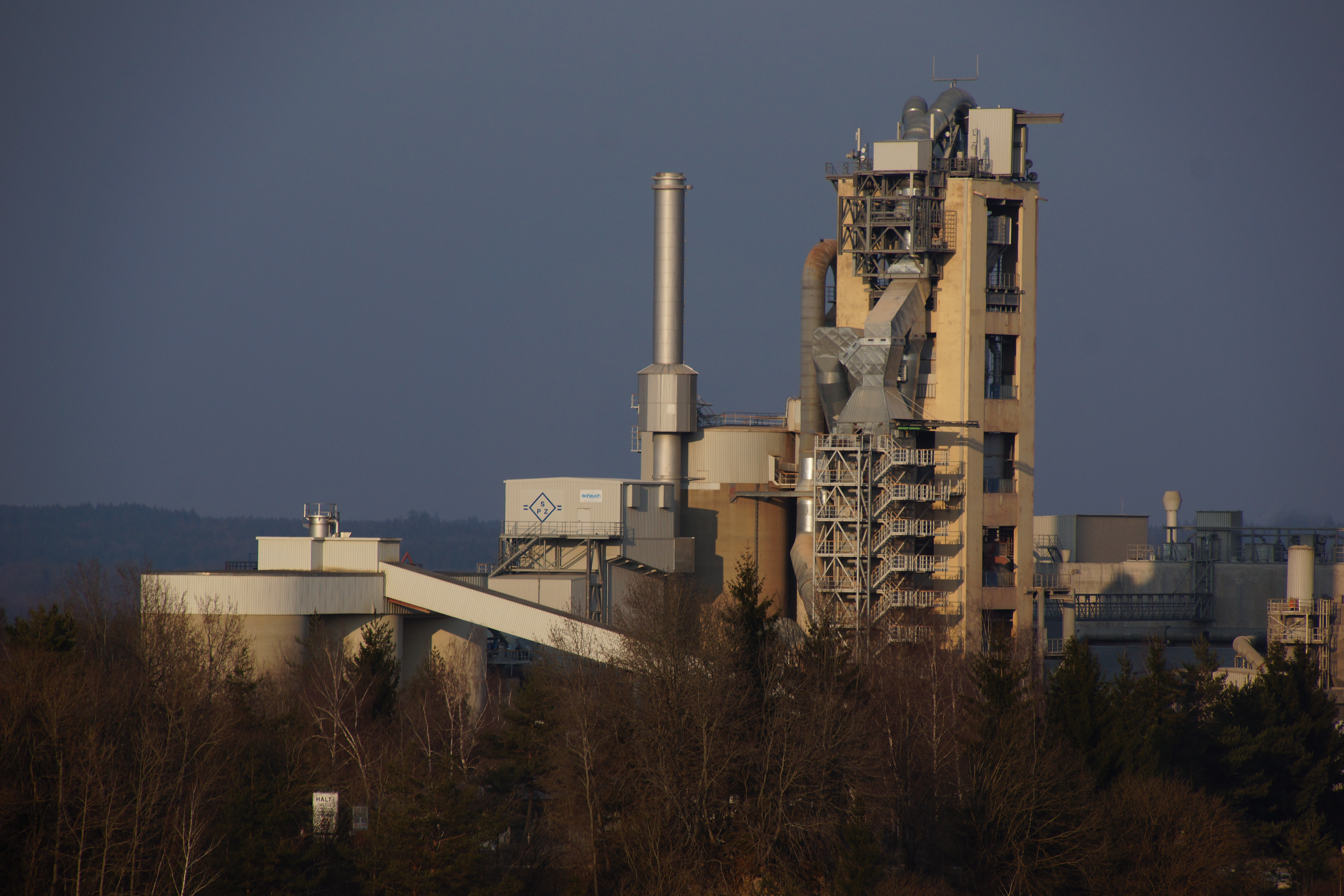
Цементный завод в Зольнхофене

Фа́брика (от лат. fabrica — мастерская; заво́д) — промышленное предприятие, основанное на применении машин, характеризующееся крупномасштабным производством. Как правило, состоит из одного или нескольких расположенных неподалёку друг от друга строений, в которых располагаются цеха, сформированные по функции или по виду выпускаемой продукции, а также складские и офисные помещения. 
Термин «фабрика» применяется обычно в лёгкой и добывающей промышленности (трикотажная фабрика, обогатительная фабрика), а в прочих отраслях чаще употребляется термин «завод» (хлебозавод, автозавод, механический завод); группы заводов и фабрик, подконтрольные единой структуре, объединённые общим территориально-производственным комплексом и единой цепью поставок называют комбинатами (горно-обогатительный комбинат, металлургический комбинат).
Появление заводов и фабрик в XVIII—XIX веках, сменивших мануфактуры, на которых преобладал ручной труд — основная отличительная черта Первой промышленной революции, в результате которой возникло машинное производство; со временем заводы и фабрики стали основной формой промышленных предприятий.
Основные характеристики фабрик и заводов: отраслевая направленность, тип производства, производственная мощность, фактический выпуск продукции в единицу времени в натуральном и денежном выражении, количество работников, стоимость основных фондов и их износ, площадь участка, общая площадь производственных помещений, энергоёмкость, уровень механизации и автоматизации труда, подъездные пути.

## История

### XVIII—XIX века

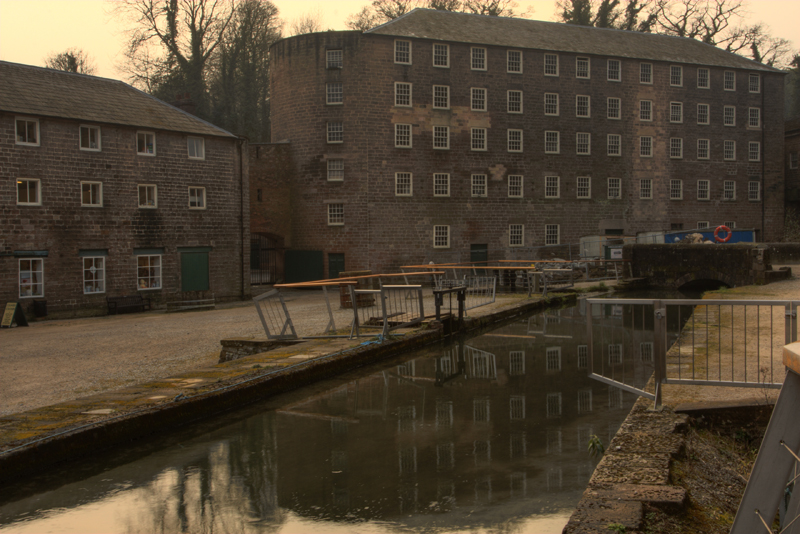
Фабрика Аркрайта в Кромфорде — исторически первая прядильная фабрика

Первая отрасль, массово перешедшая от мануфактурного к фабричному производству — английская лёгкая промышленность конца XVIII — начала XIX веков. Ключевыми инновациями стали паровая машина Уатта (1764), прядильный станок Харгрива (1770), механический ткацкий станок с ножным приводом Картрайта (1785), благодаря им практически вся отрасль за короткий срок перешла к массовым формам производства с высоким уровнем механизации. Первой в мире прядильной фабрикой считается фабрика в Кромфорде, построенная в 1772—1775 годы по системе Аркрайта; она была устроена в виде продольной череды связанных между собой капитальных цеховых сооружений вдоль обрыва у реки, вокруг которых впоследствии сложился комплекс жилых построек для рабочих и офисных зданий, система переходов и акведуков, а впоследствии рядом с ней по её образцу в долине реки Деруэнт возникла большая целая группа фабрик. Вскоре по всей Англии вдоль рек и каналов появились и ткацкие фабрики, а только прядильных фабрик к 1790 году в Англии насчитывалось около полутора сотен, на каждой из них трудилось по 700—800 работников.
Важной вехой в дифференциации заводов и фабрик от ранних форм организации производств стало осмысление концепций разделения труда (Адам Смит, 1770-е годы) и взаимозаменяемости (Эли Уитни, 1790-е годы). Хотя разделение труда было характерно и для крупных мануфактур, системы машин и цехов на заводах и фабриках изначально создавались с разделением функций и операций, таким образом, разделение труда на них стало естественной технической необходимостью. Проникновение идей взаимозаменяемости в свою очередь способствовало упрощению операций, расширению круга возможных поставщиков сырья и полуфабрикатов, унификации продукции, и, в конечном счёте, повышению массовости при снижении себестоимости.
В первой половине XIX века механизация труда охватила машиностроение и обрабатывающие отрасли — появились паровые молоты, токарные и фрезерные станки, обрели фабрично-заводские формы керамические и стекольные производства, из-за роста потребностей бурно развивавшихся заводов и фабрик зародилась новая отрасль промышленности — химическая, заводы которой производили в промышленных масштабах серную кислоту и кальцинированную соду. Крупные фабрики и заводы возникали по всему миру, от Западной Европы до Российской империи и США.

### XX век
Интенсификация производств на заводах и фабриках в первые десятилетия XX века связана с электрификацией, обеспечившей возможность производить в массовых масштабах посредством электрохимических реакций алюминий, хлор, гидроксид натрия, а с появлением электродвигателей стало возможным создание поточных линий и создание конвейерных производств. Изобретение регуляторов напряжения позволило перейти от механизации к автоматизации производств, начатой в 1920-х — 1930-х годах, и ставшей повсеместной в 1950-е — 1960-е годы. Проекты заводов и фабрик всё в большей степени стали зависеть от избранной производственной схемы, характерные примеры — башенные бетонные заводы и советская кольцевая схема хлебопечения 1930-х годов Георгия Марсакова, определившая цилиндрическую форму серии хлебозаводов Москвы и Ленинграда. Если важнейшим критерием выбора размещения первых фабрик и заводов было близость к воде и доступность трудовых ресурсов, то в XX веке определяющими стали близость генерирующих мощностей и источников сырья. С ростом концентрации заводов и фабрик, объединяемых общим технологическим процессом, распространение получили тенденции вертикальной интеграции, когда группы заводов и фабрик объединялись в комбинаты под управлением вертикально интегрированных холдингов.
В 1970-е — 1990-е годы в силу разных факторов в некоторых отраслях и регионах отмечены процессы деиндустриализации, приводившие к закрытию фабрик и заводов, их запустению или переоборудованию в непрофильные помещения, а в некоторых случаях — и демографическим изменениям в регионе. Яркий пример — упадок американского «ржавого пояса», в котором традиционно было сконцентрировано значительное количество сталелитейных и машиностроительных заводов. Ещё одним явлением конца XX — начала XXI веков, вытесняющим заводы и фабрики из городов, стала джентрификация: рентабельность традиционных промышленных производств стала относительно невелика в сравнении с неиндустриальным использованием участков и помещений, оказавшихся в центрах крупных мегаполисов. Притом если ранее утратившие промышленное назначение сооружения зачастую сносились, то в конце XX века оформилась тенденция сохранения фабричных зданий, их реконструкции (реновации) и устройства в них офисно-торговых и выставочных центров, гостиниц, жилых помещений, в связи с этим сформирован особый архитектурный стиль лофт.

## Устройство
Устройство заводов и фабрик существенно различается в зависимости от отрасли, региона, выбранной схемы производства, но, как правило, имеет ряд общих черт, выделяющих их среди прочих форм производственных предприятий. Основной отличительной чертой является цеховое устройство, с выделением одного или нескольких механизированных или автоматизированных цехов основных производств, в которых осуществляется основной поток создания продукции, и вспомогательных цехов и участков, предназначенных для сопроводительных операций — инструментальной оснастки, ремонта и технического обслуживания машин основного производства, снабжение энергией, водой, газом, паром. Кроме того, на заводах могут быть цеха, занятые побочным производством, например, из отходов основного производства. Как правило, на заводах и фабриках в дополнение к цехам присутствует и общехозяйственный блок, включающий разного рода склады, транспортные колонны, подразделения, обслуживающие подъездные пути, санитарно-техническую инфраструктуру. Во многих отраслях важную роль на заводах и фабриках играют также лабораторные подразделения, осуществляющие контроль сырья, продукции, отходов. Как правило на заводах и фабриках имеются столовые, бытовые помещения для работников, а на крупных предприятиях — медсанчасти и поликлиники, на больших отдалённых от городов фабриках и заводах в состав территориально-производственного комплекса включаются также общежития и дома для рабочих, детские сады и школы, профилактории и досуговые клубы.
Одна из задач проектирования устройства фабрики — обеспечение эффективного производственного процесса за счёт рационального размещения зданий, сооружений, цехов и помещений, при этом могут иметь значение такие факторы, как обеспечение прямоточности предметов труда при перемещении из одного подразделения в другое без встречных потоков, сокращение протяжённости энергетических коммуникаций, непересечение пешеходных маршрутов рабочих с транспортом и коммуникациями, выделение цехов с однородным характером производства (горячих, холодных, энергетических) и многие другие. Показатели эффективности устройства — площадь земельного участка, площадь и объём помещений, протяжённость коммуникаций: чем ниже эти показатели в соотнесении с мощностью предприятия, тем фабрика или завод считаются более эффективно скомпонованными.
Офис (ранее — контора), в которой размещается управленческий аппарат завода или фабрики, обычно размещается в отдельном здании, на небольших заводах может устраиваться в отдельном помещении в одном из цеховых сооружений. Территория заводов и фабрик обычно огорожена, а пропуск работников на рабочие места осуществляется через проходную или систему проходных.